# Lanzhou Xinqu
Lanzhou Xinqu (Lanzhou nya distrikt) är ett stadsdistrikt i provinshuvudstaden Lanzhou i provinsen Gansu i nordvästra Kina. Det är ett "nytt stadsdistrikt" (xinqu)", en särskild ekonomisk utvecklingszon som stöds av centralregeringen. 
Lanzhou Xinqu är indelat i tre köpingar (zhen).
- Qinchuan (秦川镇)
- Xicha (西岔镇)
- Zhongchuan (中川镇)